# ليه أبري في دوفينيه
ليه أبري في دوفينيه (بالفرنسية: Les Abrets en Dauphiné) هي بلدية في إقليم إزار في جنوب شرق فرنسا.